# 方震
方震（1911年—2017年12月10日），曾用名方强火。江西弋阳县人。中华人民共和国政治人物。

## 生平
1930年，参加中国工农红军。1931年，加入中国共产主义青年团。同年转入中国共产党。第一次国共内战，任红十军第82团排长、连长、连政治指导员，红7军团兵站政治委员。参加了赣东北和中央革命根据地第四次反围剿战争、第五次反围剿战争和中央红军长征。1935年9月，调任红31军第93师司令部参谋，西路军总指挥部第1局参谋。参加了西路军艰苦作战。抗日战争时期，任八路军兵站分站站长，前方指挥部兵站部巡视主任兼太古兵站办事处主任。
第二次国共内战期间，任晋绥军区总兵站副站长，华北军区运输部分部部长。参加了平津战役等。中华人民共和国成立后，任总后勤部运输部检查室主任、检查局副局长、重庆办事处副主任，第1物资部上海办事处主任，华东物资供应局政治委员，第2军医大学顾问、副政治委员。1955年荣获二级八一勋章、二级独立自由勋章、二级解放勋章。1964年晋升少将军衔。1988年获一级红星功勋荣誉章。2017年12月10日，在北京逝世，享年106岁。